# Shiinoa inauris
Shiinoa inauris is een eenoogkreeftjessoort uit de familie van de Shiinoidae. De wetenschappelijke naam van de soort is voor het eerst geldig gepubliceerd in 1975 door Cressey.